# Edvinas Krungolcas
Edvinas Krungolcas, född den 21 januari 1973 i Vilnius, Litauen, är en litauisk idrottare inom modern femkamp.
Han tog OS-silver i herrarnas moderna femkamp i samband med de olympiska tävlingarna i modern femkamp 2008 i Peking.